# Mitromorpha chelonion
Mitromorpha chelonion é uma espécie de gastrópode do gênero Mitromorpha, pertencente a família Mitromorphidae.